# Эсно, Франсуа
Франсуа́ Эсно́ (фр. François Hesnault, 30 декабря 1956 года, Нёйи-сюр-Сен) — французский автогонщик, участник чемпионата мира по автогонкам в классе Формула-1.

## Биография
Родился в семье владельца транспортной компании. В 1980 году стартовал в Формуле-Рено, в 1982 году перешёл в Формулу-3. В 1984 году дебютировал в Формуле-1 за рулём автомобиля команды Ligier, за весь сезон очков не набрал. На Гран-при Франции не стартовал, чтобы пропустить на старт своего напарника Андреа де Чезариса, не прошедшего квалификацию. В 1985 году перешёл в команду Brabham, где провёл только первые четыре этапа сезона. На тестовых заездах после Гран-при Монако попал в тяжёлую аварию, получил травмы и был заменён на Марка Зурера. После этого принял решение не продолжать гоночную карьеру, но ещё один раз появился в Формуле-1 на Гран-при Германии 1985 года, где вышел на старт на третьем автомобиле команды Renault, впервые в истории Формулы-1 оборудованном бортовой видеокамерой.

## Результаты гонок в Формуле-1
| Легенда к таблице |                                                                    |
| --- | ------------------------------------------------------------------ |
| В таблице перечислены результаты всех Гран-при Формулы-1, в которых принимал участие гонщик. Строками таблицы являются сезоны, столбцами — этапы чемпионата мира. В каждой клетке указаны сокращённое название этапа и результат, дополнительно обозначенный цветом. Расшифровка обозначений и цветов представлена в нижеследующей таблице. |                                                                    |
| \| Пример \| Описание \| \| ------------ \| ------------------------------------------------------------------ \| \| 1 \| Победитель \| \| 2 \| Второе место \| \| 3 \| Третье место \| \| 5 \| Финишировал, заработав очки \| \| Сход \| Не финишировал, но при этом заработал очки \| \| 12 \| Финишировал, не получив очков \| \| НКЛ \| Финишировал, но не попал в финальную классификацию \| \| 15 \| Участвовал вне зачёта, либо по отдельной классификации \| \| 18 \| Не финишировал, но попал в финальную классификацию \| \| Сход \| Не финишировал \| \| НКВ \| Не прошёл квалификацию \| \| НПКВ \| Не прошёл предквалификацию \| \| ДСК \| Дисквалифицирован \| \| ИСК \| Исключён из протокола соревнований \| \| ТТ \| Заявлен для участия только в тренировках \| \| НС \| Участвовал в квалификации, но не стартовал в гонке \| \| Т \| Травмирован или болен \| \| ОТК \| Отказ от участия \| \| НТР \| Прибыл на соревнования, но на трассу не выезжал \| \| НПР \| Был заявлен в числе участников, но не прибыл к началу соревнований \| \| О \| Соревнования отменены \| \| \| Не участвовал \| \| Поул-позиция \| \| \| Быстрый круг \| \| |                                                                    |
| Пример | Описание                                                           |
| 1 | Победитель                                                         |
| 2 | Второе место                                                       |
| 3 | Третье место                                                       |
| 5 | Финишировал, заработав очки                                        |
| Сход | Не финишировал, но при этом заработал очки                         |
| 12 | Финишировал, не получив очков                                      |
| НКЛ | Финишировал, но не попал в финальную классификацию                 |
| 15 | Участвовал вне зачёта, либо по отдельной классификации             |
| 18 | Не финишировал, но попал в финальную классификацию                 |
| Сход | Не финишировал                                                     |
| НКВ | Не прошёл квалификацию                                             |
| НПКВ | Не прошёл предквалификацию                                         |
| ДСК | Дисквалифицирован                                                  |
| ИСК | Исключён из протокола соревнований                                 |
| ТТ | Заявлен для участия только в тренировках                           |
| НС | Участвовал в квалификации, но не стартовал в гонке                 |
| Т | Травмирован или болен                                              |
| ОТК | Отказ от участия                                                   |
| НТР | Прибыл на соревнования, но на трассу не выезжал                    |
| НПР | Был заявлен в числе участников, но не прибыл к началу соревнований |
| О | Соревнования отменены                                              |
| | Не участвовал                                                      |
| Поул-позиция |                                                                    |
| Быстрый круг |                                                                    |

| Год  | Команда | Шасси        | Двигатель | 1        | 2        | 3        | 4        | 5      | 6        | 7        | 8        | 9        | 10       | 11    | 12    | 13    | 14       | 15     | 16       | Место | Очки |
| ---- | ------- | ------------ | --------- | -------- | -------- | -------- | -------- | ------ | -------- | -------- | -------- | -------- | -------- | ----- | ----- | ----- | -------- | ------ | -------- | ----- | ---- |
| 1984 | Ligier  | Ligier JS23  | Renault   | БРА Сход | ЮАР 10   | БЕЛ Сход | САН Сход | ФРА НС | МОН Сход | КАН Сход | ДЕТ Сход | ДАЛ Сход | ВЕЛ Сход | ГЕР 8 | АВТ 8 | НИД 7 | ИТА Сход | ЕВР 10 | ПОР Сход | -     | 0    |
| 1985 | Brabham | Brabham BT54 | BMW       | БРА Сход | ПОР Сход | САН Сход | МОН НКВ  | КАН    | ДЕТ      | ФРА      | ВЕЛ      |          | АВТ      | НИД   | ИТА   | БЕЛ   | ЕВР      | ЮАР    | АВС      | -     | 0    |
| 1985 | Renault | Renault RE60 | Renault   |          |          |          |          |        |          |          |          | ГЕР Сход |          |       |       |       |          |        |          | -     | 0    |